# 王牌投手
王牌投手在棒球裡代表的是隊上最優秀的投手。
- 王牌先發投手

常排在先發輪值的第一位，除非在受傷或是特殊狀況之下，通常是該隊的球季開幕戰先發。
而且王牌先發也常會優先被安排在季後賽的關鍵比賽中先發，為了讓他上場取得更多出局數，甚至有些時候會在只有三天休息時間之下出賽，常見的情況是147特攻，也就是在系列賽的第一場、第四場和第七場登板投球。
- 王牌後援投手

多半擔任終結者的角色，在比分接近且球隊領先的關鍵時刻上場救援，替球隊守下勝利。